# サイドキックス
『サイドキックス』（原題：Sidekicks）は、1992年に製作されたアメリカ映画。日本では劇場未公開でビデオスルーとなった。
アクションスターのチャック・ノリスが本人役で出演している。

## ストーリー
虚弱体質のバリー・ガブルスキーは、アクションスターのチャック・ノリスに憧れ、授業中にたびたび彼と共に戦う空想をしていた。そんなバリーに、父親のジェリーは空手を習うことを勧める。チェン先生から彼女のおじのリーを紹介されたバリーは、リーを師匠として武術を習い始める。

## キャスト
役名、俳優、日本語吹替。
- チャック・ノリス - チャック・ノリス（大塚明夫）
- バリー・ガブルスキー - ジョナサン・ブランディス（石田彰）
- ジェリー・ガブルスキー - ボー・ブリッジス（江原正士）
- ミスター・リー - マコ（樋浦勉）
- ノーリーン・チェン先生 - ジュリア・ニクソン＝ソウル（田中敦子）
- ケリー・ストーン - ジョー・ピスコポ（英語版）（辻親八）
- ローレン - ダニカ・マッケラー（岡村明美）
- ランディ・チェリーニ - ジョン・ブキャナン（森川智之）
- ホーン - リチャード・モール（沢木郁也）
- メイプス先生 - ジェリット・グラハム（土方優人）
- ミラード - キーフ・ミラード（種田文子）
- ハンク - デニス・バークレー（梁田清之）

## スタッフ
- 監督 - アーロン・ノリス
- 製作 - ドン・カーモディ
- 製作総指揮 - ジェームズ・マッキングベイル、リンダ・マッキングベイル、チャック・ノリス
- 脚本 - ガレン・トンプソン、ルー・イラー
- 撮影 - ホアオ・フェルナンデス
- 音楽 - アラン・シルヴェストリ
- 編集 - デヴィッド・ローリンズ、バーナード・ワイザー